# Digny
Digny – miejscowość i gmina we Francji, w Regionie Centralnym, w departamencie Eure-et-Loir.
Według danych na rok 1990 gminę zamieszkiwały 803 osoby, a gęstość zaludnienia wynosiła 20 osób/km² (wśród 1842 gmin Regionu Centralnego Digny plasuje się na 489. miejscu pod względem liczby ludności, natomiast pod względem powierzchni na miejscu 171.).